# Luis Rodríguez Figueroa
Luis Rodríguez Figueroa (Pseudonym Guillón Barrús; * 19. November 1875 in Puerto de la Cruz; † 21. August 1936 auf See vor Teneriffa) war ein spanischer Schriftsteller und Politiker.

## Leben
Luis Rodríguez Figueroa stammte aus einer wohlhabenden Familie in Puerto de la Cruz. Sein Vater war als Republikaner Mitglied des Stadtrates.
Luis Rodríguez Figueroa studierte in Granada Rechtswissenschaften und übte ab 1896 den Beruf des Rechtsanwalts zunächst in seiner Heimatstadt, ab 1918 in Santa Cruz de Tenerife und La Laguna aus. Er war von 1912 bis 1915 Stadtrat in Puerto de la Cruz, Mitglied des Inselparlaments und Vorsitzender der Republikanischen Jugendorganisation Teneriffas. Ab 1920 war er Stadtrat in Santa Cruz de Tenerife, wo die Republikanische Partei damals eine Mehrheit der Sitze besaß.
In den Wahlen vom 16. Februar 1936 wurde er als Kandidat der Republikanischen Linken in der Volksfront zum Abgeordneten der Cortes Generales, dem Parlament in Madrid, gewählt.
Er wurde in der Öffentlichkeit als einer der Anwälte bekannt, die im Jahr 1934 vor einem Kriegsgericht in Santa Cruz die Arbeiter verteidigten, die angeklagt wurden, als es in Hermigua auf La Gomera bei einem Generalstreik zu blutigen Auseinandersetzungen mit der Guardia Civil gekommen war.
Der Politiker und Schriftsteller entwickelte sich in seinem literarischen Werk von einer Poesie der heimatbezogenen Romantik zur politisch und sozial begründeten, literarischen Anklage. Der historische Roman El Cacique erregte bei seiner Veröffentlichung 1901 großes politisches Aufsehen.
Luis Rodríguez Figueroa war Mitbegründer der Zeitung Castalia und schrieb für viele andere örtliche Zeitungen.
Von den Umständen seines Todes gibt es unterschiedliche Versionen. Gesichert ist, dass er, als er im August 1936 (also nach dem Beginn des Bürgerkrieges) von Teneriffa kommend in Cádiz an Land ging, von Truppen der Nationalisten festgenommen wurde und nach Teneriffa zurückgebracht werden sollte. Man kann davon ausgehen, dass er auf der Überfahrt ermordet und ins Meer geworfen wurde.

## Würdigungen

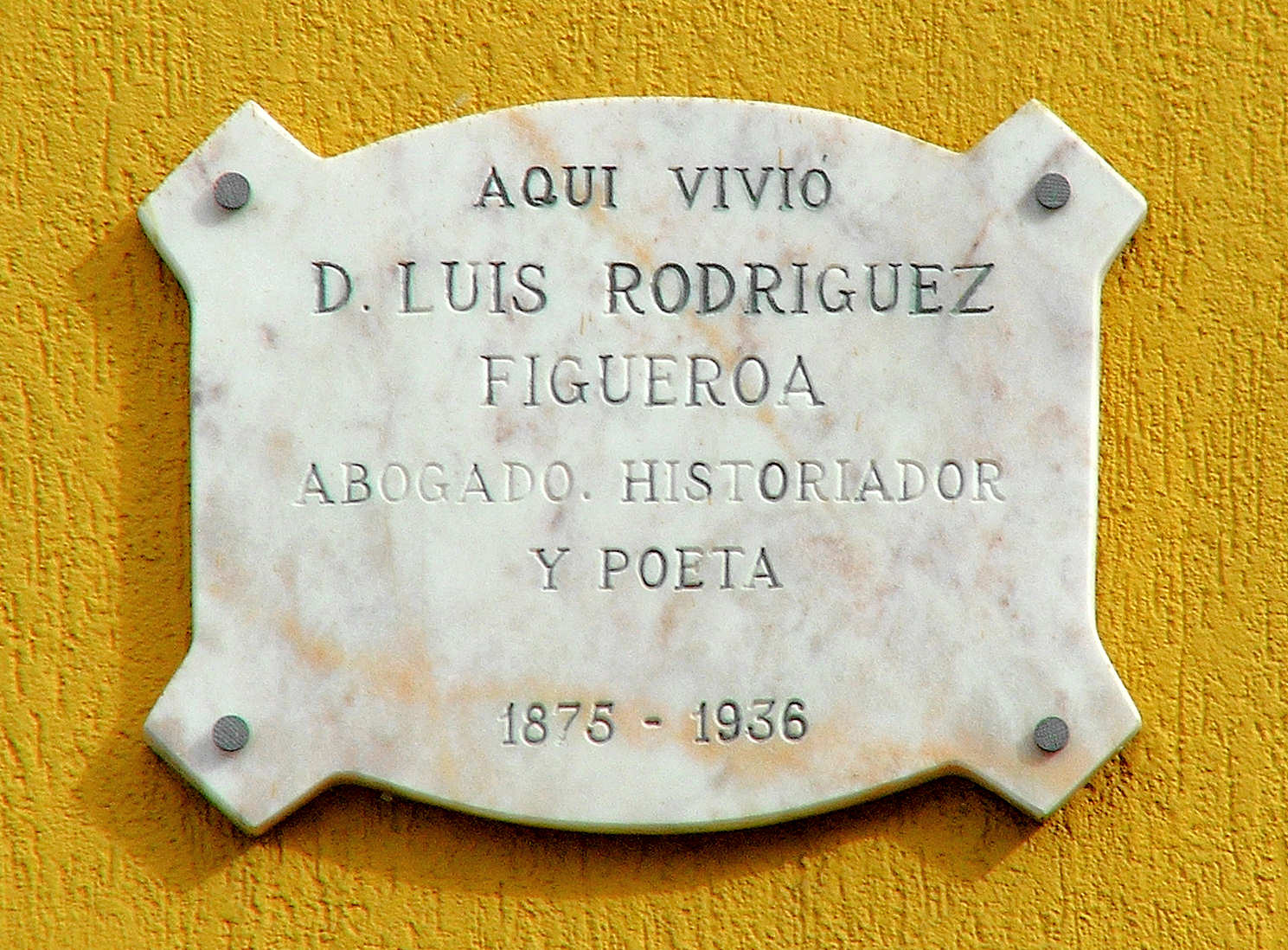
Gedenkplakette für Luis Rodríguez Figueroa

In seiner Vaterstadt Puerto de la Cruz wurde nach 1975 eine Straße nach ihm benannt und an der Stelle seines Geburtshauses eine Gedenkplakette angebracht.

## Werke
Von seinen Werken wurde nach 1975 bisher (2008) nur der Roman El Cacique durch die Stadtverwaltung von La Laguna neu herausgegeben. Eine „Antología poética“ des Schriftstellers und ein Buch mit dem Titel „Del regionalismo a la revolución“ sind in der Reihe Colección Biblioteca Canaria de Textos Políticos in Vorbereitung.
- Guillón Barrús und Leopoldo O'Shanahan Rodriguez de la Sierra: El Cacique, Excmo. Ayuntamiento de San Cristobal de La Laguna, ISBN 84-505-7310-6

Weitere im Handel nicht erhältliche Romane sind: Preludios (1898), Venus Adorata (1902), El Mencey de la Arautapala (1919), Nazir (1925), Banderas de la democracia (1935).